# Гемпфілд Тауншип (округ Мерсер, Пенсільванія)
Гемпфілд Тауншип (англ. Hempfield Township) — селище (англ. township) в США, в окрузі Мерсер штату Пенсільванія. Населення — 3735 осіб (2020).

## Демографія
Згідно з переписом 2010 року, у селищі мешкала 3741 особа в 1536 домогосподарствах у складі 1090 родин. Було 1650 помешкань
Расовий склад населення:
| - 98,0 % — білих - 0,9 % — азіатів - 0,3 % — чорних або афроамериканців - 0,2 % — корінних американців |

До двох чи більше рас належало 0,7 %. Частка іспаномовних становила 0,9 % від усіх жителів.
За віковим діапазоном населення розподілялося таким чином: 19,2 % — особи молодші 18 років, 54,1 % — особи у віці 18—64 років, 26,7 % — особи у віці 65 років та старші. Медіана віку мешканця становила 49,9 року. На 100 осіб жіночої статі у селищі припадало 92,0 чоловіків;  на 100 жінок у віці від 18 років та старших — 89,6 чоловіків також старших 18 років.
Середній дохід на одне домашнє господарство  становив 100 227 доларів США (медіана — 54 099), а середній дохід на одну сім'ю — 116 618 доларів (медіана — 72 589). Медіана доходів становила 65 164 долари для чоловіків та 34 358 доларів для жінок. За межею бідності перебувало 8,7 % осіб, у тому числі 20,0 % дітей у віці до 18 років та 0,9 % осіб у віці 65 років та старших.
Цивільне працевлаштоване населення становило 1606 осіб. Основні галузі зайнятості: освіта, охорона здоров'я та соціальна допомога — 35,3 %, виробництво — 17,7 %, мистецтво, розваги та відпочинок — 8,2 %, роздрібна торгівля — 7,9 %.